# Rovray
Rovray ist eine politische Gemeinde im Distrikt Jura-Nord vaudois des Kantons Waadt in der Schweiz. Am 1. Januar 2005 fusionierte Rovray mit Arrissoules; die neue Gemeinde trägt jedoch weiterhin den Namen Rovray.

## Geographie
Rovray liegt auf 650 m ü. M., 10 km östlich der Bezirkshauptstadt Yverdon-les-Bains (Luftlinie). Das Strassenzeilendorf erstreckt sich auf einer Hochfläche im Molassehügelland des nördlichen Waadtländer Mittellandes, östlich des Tals der Mentue.
Die Fläche des 3,2 km² grossen Gemeindegebiets umfasst einen Abschnitt des Hügellandes zwischen dem Neuenburgersee und dem Broyetal. Der südwestliche Teil wird von der Hochfläche von Rovray eingenommen, die im Südwesten vom tief eingeschnittenen Kerbtal des Ruisseau des Vaux, im Nordwesten vom Steilabfall gegen den Neuenburgersee begrenzt wird. Nach Nordosten erstreckt sich der Gemeindeboden über die Höhen von La Baume (675 m ü. M.) und Les Râpes (mit 690 m ü. M. der höchste Punkt von Rovray) bis auf die Geländeterrasse von Arrissoules. Von der Gemeindefläche entfielen 1997 3 % auf Siedlungen, 20 % auf Wald und Gehölze, 76 % auf Landwirtschaft und etwas weniger als 1 % war unproduktives Land.
Zu Rovray gehören das früher selbständige Dorf Arrissoules und einige Einzelhöfe. Nachbargemeinden von Rovray sind Yvonand, Molondin und Chavannes-le-Chêne im Kanton Waadt sowie Cheyres-Châbles im Kanton Freiburg.

## Bevölkerung
Mit 199 Einwohnern (Stand 31. Dezember 2023) gehört Rovray zu den kleinsten Gemeinden des Kantons Waadt. Von den Bewohnern sind 98,8 % französischsprachig und 1,2 % englischsprachig (Stand 2000). Die Bevölkerungszahl von Rovray (inklusive Arrissoules) belief sich 1900 auf 243 Einwohner. Nachdem die Bevölkerung bis 1980 um mehr als 50 % auf 110 Personen abgenommen hatte, wurde seither wieder eine leichte Bevölkerungszunahme registriert.

## Wirtschaft
Rovray lebt noch heute hauptsächlich von der Landwirtschaft, insbesondere vom Ackerbau und von der Viehzucht. Ausserhalb des primären Sektors gibt es kaum Arbeitsplätze im Dorf. Einige Erwerbstätige sind auch Wegpendler, die vor allem in Yverdon ihrer Arbeit nachgehen.

## Verkehr
Das Dorf Rovray liegt abseits der grösseren Durchgangsstrassen an einer Verbindungsstrasse von Yvonand nach Chavannes-le-Chêne, während Arrissoules über relativ schmale Strassen von Rovray oder Cheyres erreichbar ist. Durch einen Postautokurs, der vom Bahnhof Yvonand ausgehend das Hinterland erschliesst, ist Rovray und zu gewissen Tageszeiten auch Arrissoules an das Netz des öffentlichen Verkehrs angebunden.

## Geschichte
Der Ortsname leitet sich vom lateinischen Wort roboretum (Eichenhain) ab. Rovray unterstand im Mittelalter der Herrschaft Saint-Martin-du-Chêne. Mit der Eroberung der Waadt durch Bern im Jahr 1536 gelangte das Dorf unter die Verwaltung der Vogtei Yverdon. Nach dem Zusammenbruch des Ancien Régime gehörte Rovray von 1798 bis 1803 während der Helvetik zum Kanton Léman, der anschliessend mit der Inkraftsetzung der Mediationsverfassung im Kanton Waadt aufging. 1798 wurde es dem Bezirk Yverdon zugeteilt. Am 1. Januar 2005 fusionierte Rovray mit der Nachbargemeinde Arrissoules, behielt aber seinen Namen bei.

## Sehenswürdigkeiten
Die Kapelle von Rovray, deren erster Bau von 1448 stammt, war stets von der Pfarrei Yvonand abhängig. Die heutige Kirche wurde 1754 neu erbaut.
Alle aus dem 18. und 19. Jahrhundert stammenden Bauernhäuser von Rovray weisen eine einheitliche Giebelausrichtung von Südwest nach Nordost auf. Im Weiteren besitzt das Dorf ein Backhaus.

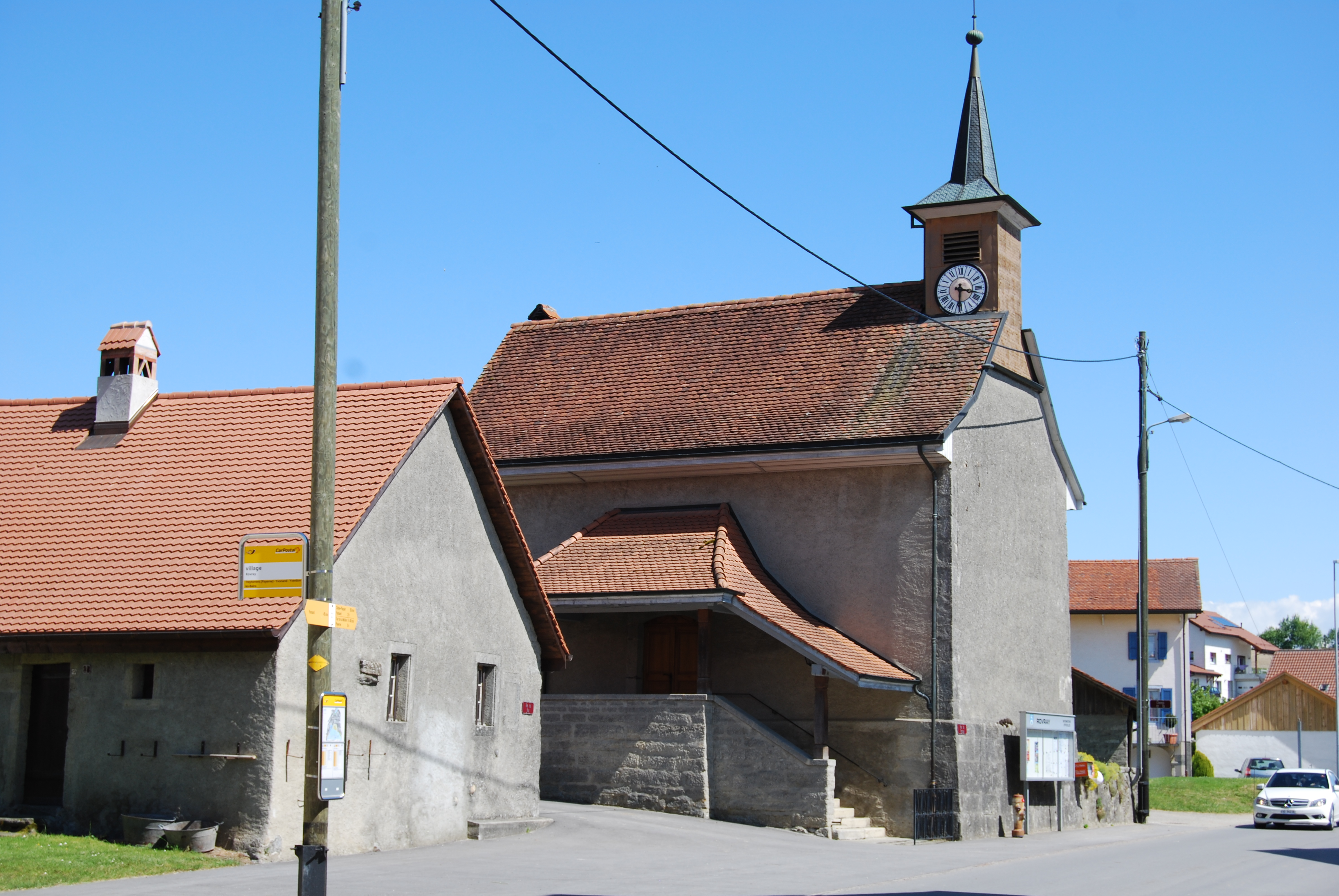
Kirche
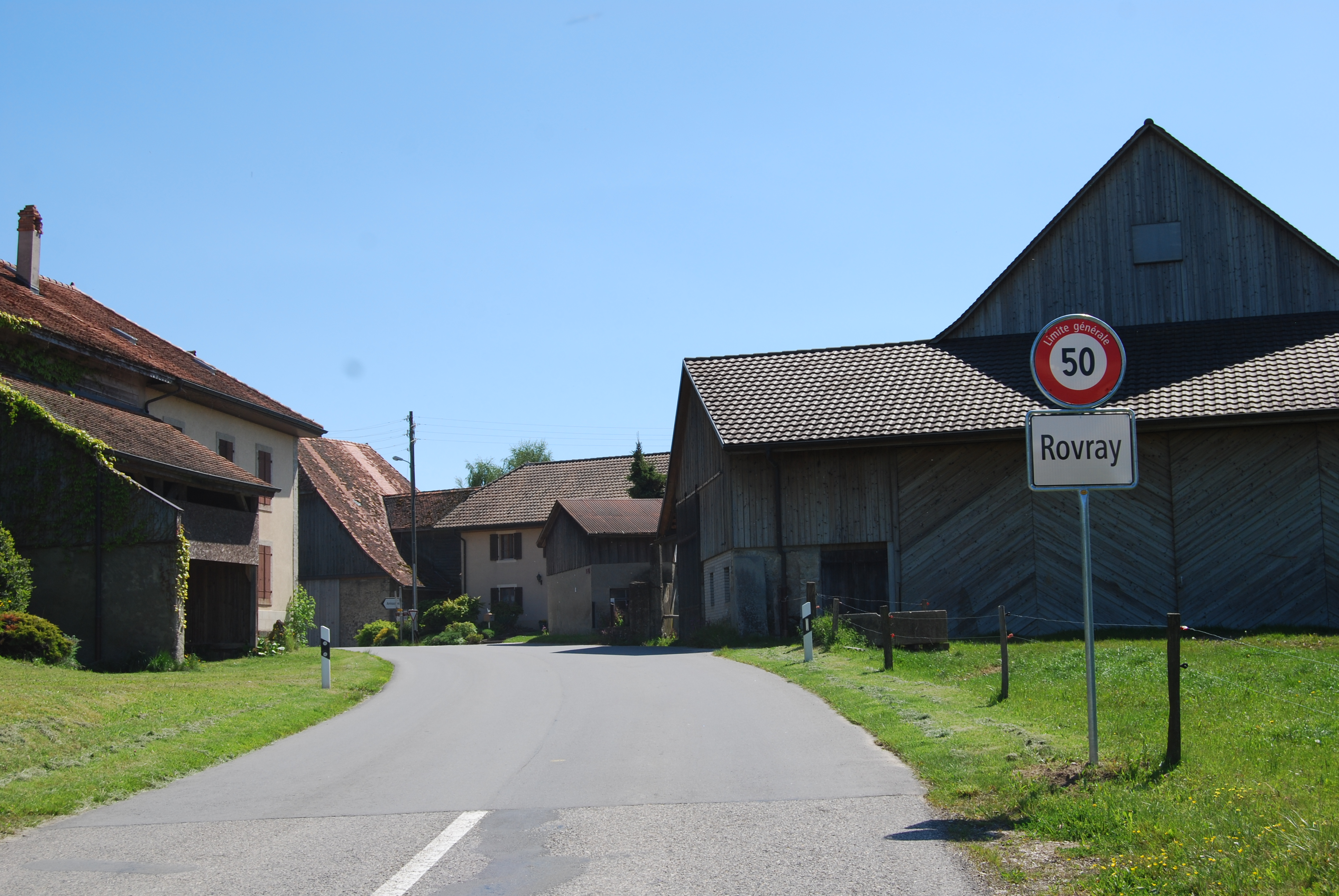
Ortseingang
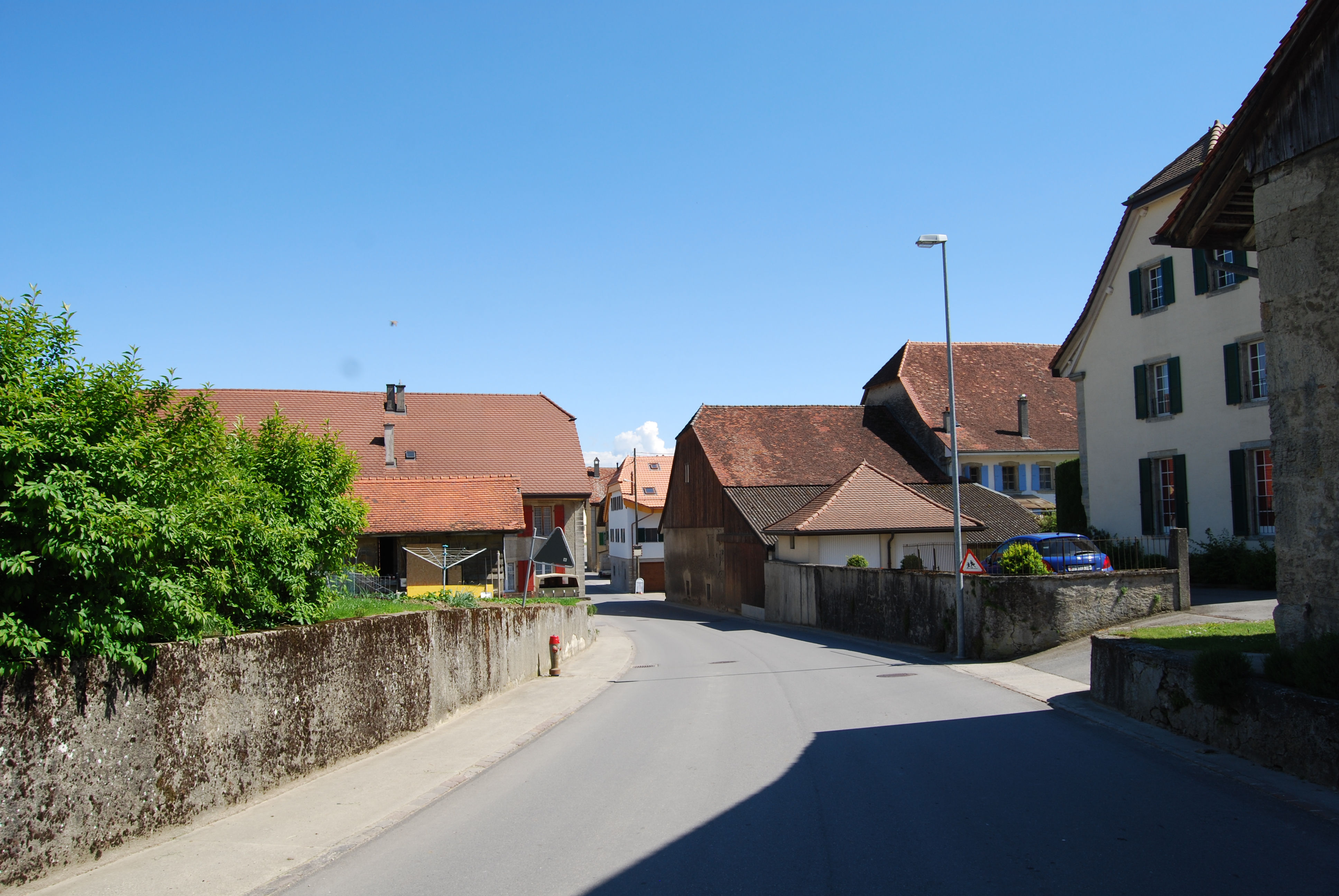
Dorfzentrum
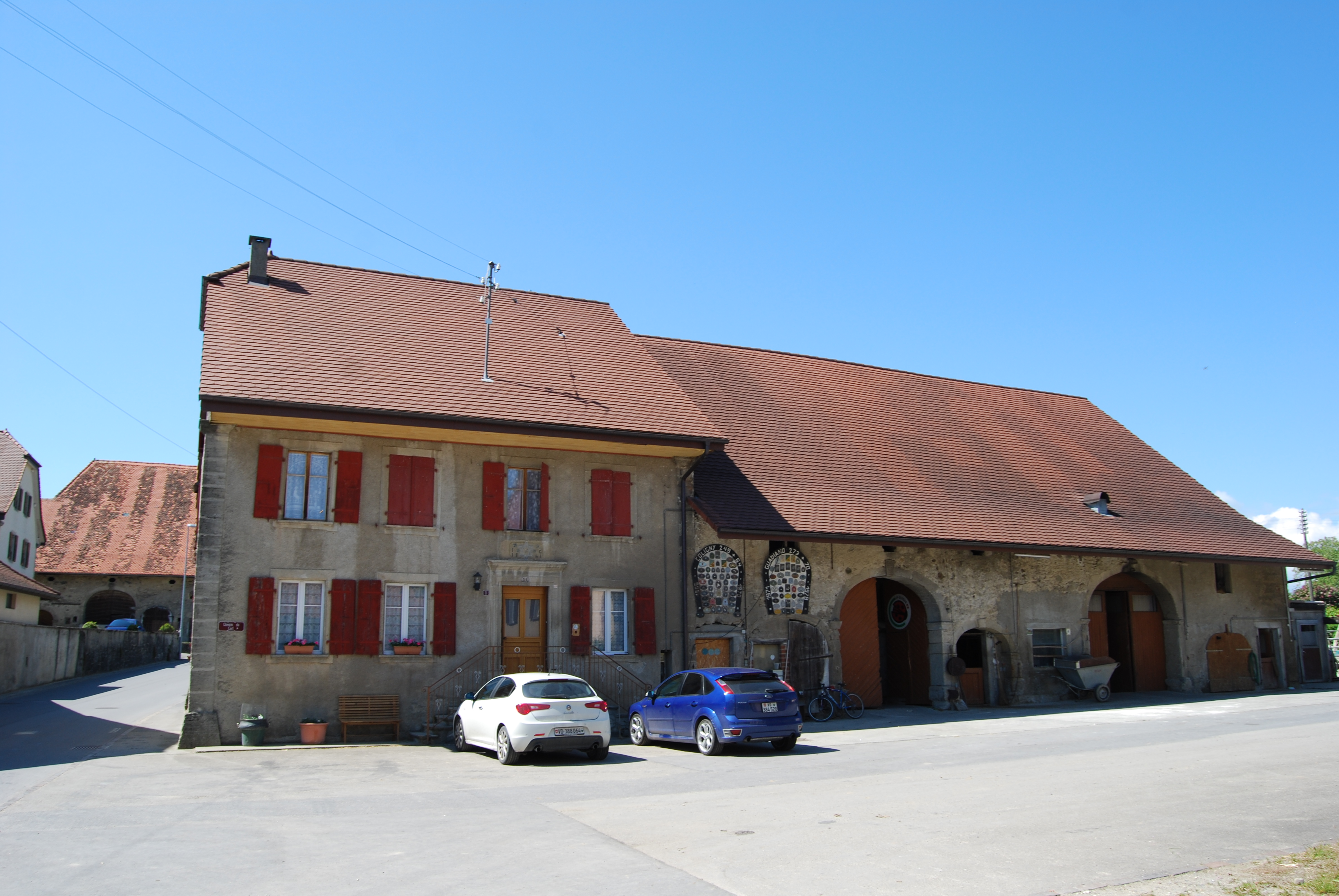
Typisches Bauernhaus
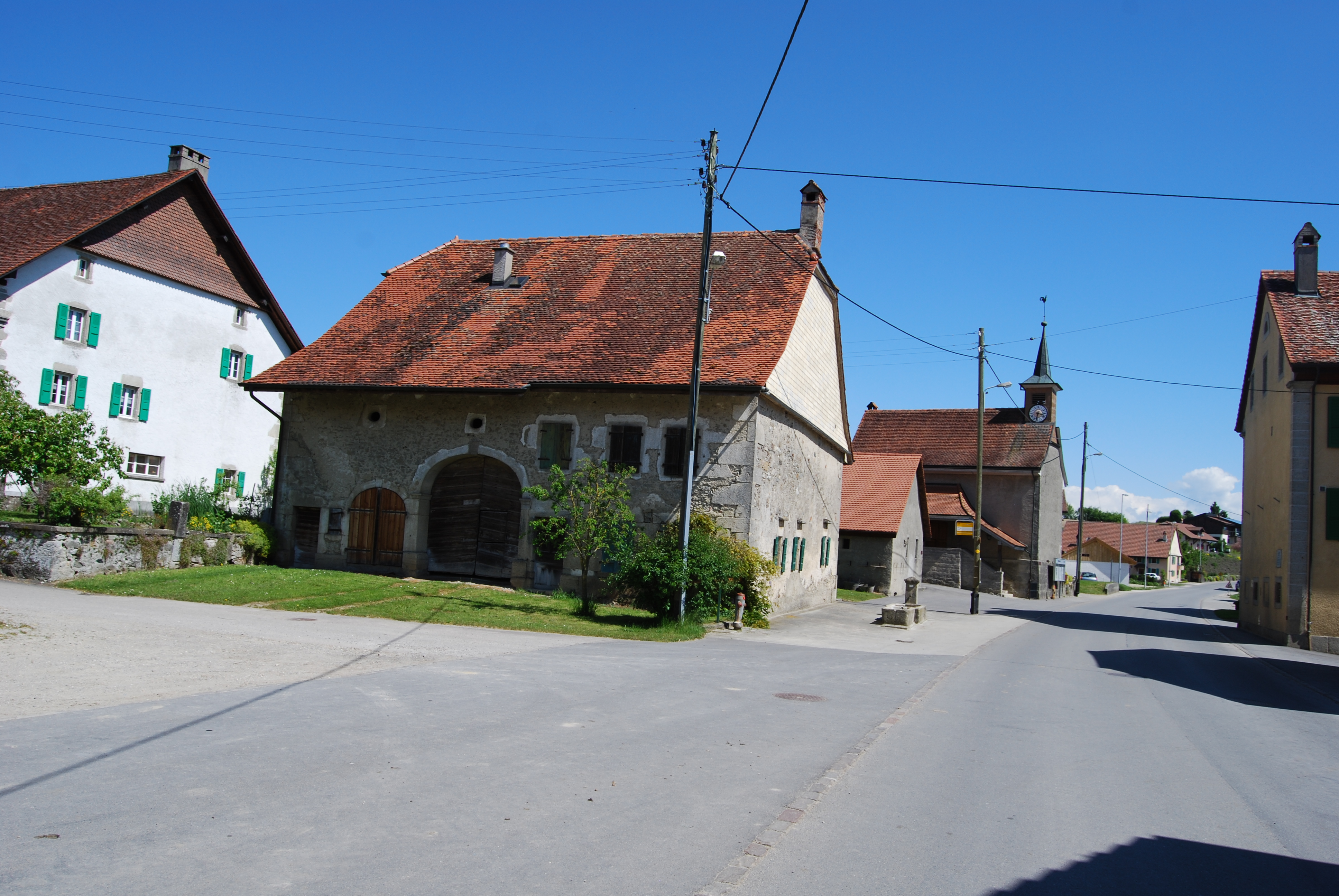
Blick in Richtung Kirche
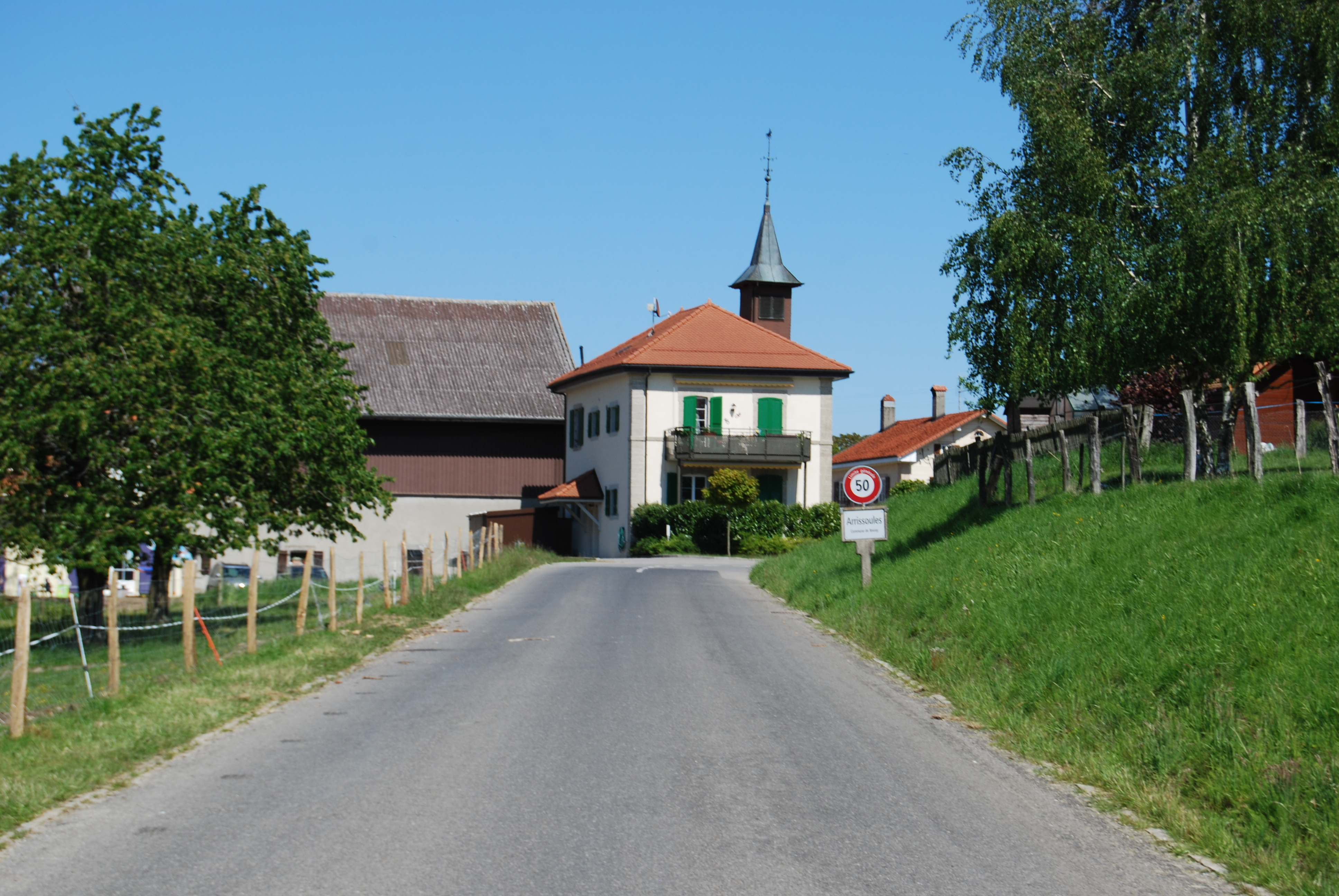
Ortseingang von Arrissoules

## Persönlichkeiten
Alice Rivaz (1901–1998), Schriftstellerin, wurde in Rovray geboren.